# Chris Rainbow
 (janvier 2017).
Si vous disposez d'ouvrages ou d'articles de référence ou si vous connaissez des sites web de qualité traitant du thème abordé ici, merci de compléter l'article en donnant les références utiles à sa vérifiabilité et en les liant à la section « Notes et références ».
Chris Rainbow, de son vrai nom Christopher James Harley, né le 18 novembre 1946 à Glasgow et mort le 22 février 2015 à son domicile sur l'île de Skye, était un chanteur, claviériste, auteur-compositeur-interprète et producteur ayant sorti trois albums sous son nom dans les années 1970. Il a aussi été un collaborateur important du groupe The Alan Parsons Project. Il a également contribué à trois albums de Camel, en plus d'être musicien et/ou choriste invité pour un bon monbre d'aristes tels que Jon Anderson, Culture Club, Toyah Willcox, Eric Woolfson, etc..

## Biographie
Fils de James Harley et de Pamela Clapham, Chris Rainbow s'est lancé dans la musique et a adopté le patronyme Rainbow afin d'éviter la confusion avec Steve Harley, chanteur à ce moment-là très connu avec son groupe Cockney Rebel.

## Jeunesse
Avant la musique, Chris a exercé diverses professions, notamment en faisant du travail promotionnel pour Dream Police, en contribuant à des dessins animés pour le journal underground de Glasgow The Word et en étudiant à la Society for Psychic Research. Rainbow avait un bégaiement qui n'était pas apparent lorsqu'il chantait.

## Carrière solo
Chris Rainbow a enregistré trois albums solos, d'abord sous le nom de Christopher Rainbow puis sous celui de Chris Rainbow : Home of the Brave en 1975, Looking Over My Shoulder en 1977 et White Trails en 1979.
Des morceaux des deux derniers albums ont été réunis dans la compilation The Best of Chris Rainbow, 1972–1980, sortie en CD simple puis en double CD, incluant des apparitions radio et des compositions rares non commercialisées auparavant.
À cette période, Chris Rainbow reçut connut une notoriété plus importante grâce à l'aide du comédien et DJ radio Kenny Everett, alors sur Capitol Radio à Londres, qui diffusa sa musique de façon Importante.

## Carrière
En 1972 et 1973, il participe à un groupe appelé Hopestreet, enregistrant deux singles, Iron Sky et Wait Until Tomorrow / Ladies (At The Bottom Of A Garden). À la suite de cela, il enregistre d'abord sous le nom de Christopher Rainbow avec les singles Give Me What I Cry For et Solid State Brain en 1974, puis Mr. Man et Gimme Just A Little Beat Of Your Heart en 1975. Il s'appelle ensuite Chris Rainbow et sort trois albums solo ; Home of the Brave en 1975, Looking Over My Shoulder en 1977 et White Trails en 1979. Les morceaux de ces albums sont rassemblés sur The Best Of Chris Rainbow sorti en 1994, The Best of Chris Rainbow 1972-1980, sorti en 2000, et The Chris Rainbow Anthology 1974-1981 sorti en 2001, qui est apparu sur des coffrets de CD simples et doubles et comprend des spots radio et du matériel rare. Chris a également fait de la musique pour le projet Body Music de la Maison de disques EMI Records, qui comprenait trois de ses chansons ainsi que des photographies de Brian Aris.
Chris a reçu une plus grande reconnaissance pour sa musique grâce au soutien de Kenny Everett, alors sur Capital Radio à Londres, qui a largement présenté sa musique. Certains des jingles que Rainbow a créés pour Capital à cette époque ont ensuite été publiés sur Unreleased & Demo Tracks 1973-1983 en 2000 et Waves en 2007, des albums comprenant d'autres extraits, démos et du matériel inédit.
En 1979, Rainbow a également commencé sa longue association avec The Alan Parsons Project, enregistrant sur plusieurs de leurs albums depuis Eve jusqu'à l'album solo d'Alan Parsons en 1999, The Time Machine. Il est également apparu sur d'autres œuvres associées d'Alan Parsons, telles que Can This Be Paradise de Panarama en 1982 (avec Ian Bairnson et le claviériste allemand Hermann Weindorf), et Freudiana d'Eric Woolfson et Alan Parsons en 1990.
Rainbow tournerait avec Jon Anderson en 1980 et ferait du travail vocal sur les albums solo  de ce dernier, Song of Seven en 1980 et Animation en 1983.
Au début des années 1980, Rainbow rejoint Camel, apparaissant sur les albums The Single Factor et Stationary Traveller, et se produisant avec eux lors de leurs tournées de 1982 et 1984, dont les enregistrements ont été publiés sous le titre Pressure Points. Rainbow ferait du travail vocal sur Heart Of The Universe, un album solo de Ton Scherpenzeel qui était le claviériste de Camel en 1984.
Chris contribuera au travail vocal sur une grande variété d'albums tout au long de sa carrière, notamment sur l'album And How! de Blonde sur Blonde en 1978, Another Sleeper de Max Middleton et Robert Ahwai en 1979, l'album éponyme de Killdozer en 1980, Beauty Life de Trevor Herion en 1983, l'album éponyme d'Elaine Page en 1983, Waking Up with the House on Fire de Culture Club en 1984 , Desire de Toyah Willcox en 1987, Small But Hard de Lenny Zakatek en 1989 et, finalement, deux albums de Tomoyasu Hotei, King & Queen en 1996 et Fetish en 2000.

## Jingle radio
Chris Rainbow a écrit, produit et enregistré nombre de jingles pour la radio Capital Radio 95.8FM de 1973 à 1984, notamment pour Kenny Everett et d'autres animateurs.

## Contributions vocales et tournées
Il a chanté sur les albums du groupe The Alan Parsons Project à partir de Eve (1979), jusqu'à Gaudi (1987) ainsi que sur Freudiana d'Eric Woolfson, principal compositeur du Project. Il est soliste sur huit chansons du Project et notamment The Turn of a Friendly Card, 1re et 2e parties et la majorité des chœurs sur nombre d'albums d'artistes différents.
Il a également participé au groupe de rock progressif Camel, sur les albums studios The Single Factor (1982) et Stationary Traveller (1984) et sur l'album live Pressure Points: Live in Concert 
sorti la même année.

## Production
Chris a travaillé comme producteur sur divers singles et albums au Royaume-Uni dans les années 1970 et 1980, dont les singles " It Doesn't Really Matter Now " de Justin & Wylde en 1975, " Such a Lovely Night " et " Cafe a Go Go " de Sunfighter en 1976 et 1977 respectivement, la chanson " Does It Rain (When You Get Lonely) " la face B du single " Steady Love " de Nobby Clark des Bay City Rollers en 1977, et " Love's at the Bottom" de Les Lavin en 1980. Il a été producteur sur Hard Road de Lennie Macdonald en 1975, From Time to Time de Dave Lewis en 1976 et Townley de John Townley en 1979. Rainbow a également travaillé sur la production aux côtés de Max Middleton sous le pseudonyme de Maximum Penetration, qui avait un auto- single intitulé "Maximum Penetration" en 1980.
Rainbow a produit plusieurs albums pour le groupe de rock gaélique écossais Runrig en commençant par le single Loch Lomond en 1982, puis les albums Heartland en 1985, The Cutter & The Clan en 1987, Once in a Lifetime en 1988, Capture the Heart en 1990, The Big Wheel en 1991, Amazing Things en 1993 et In Search of Angels en 1999, le tout sous son nom de naissance Chris Harley. Rainbow a également produit des œuvres solo pour les anciens membres de Runrig, Blair Douglas et Donnie Munro, avec les albums de Douglas Beneath the Beret en 1990 et A Summer in Skye en 1996, et On the West Side de Munro en 1999, Donnie Munro – Live en 2001, Across the City et the World en 2002, le single Down Under en 2003, Gaelic Heart en 2003 et Heart of America – Across the Great Divide en 2006. En 1987, Rainbow produit l'album de la R.A.F. Restless Spirit. Rainbow a produit de la musique pour le chanteur principal de la RAF, David Valentine, en 1976 avec le single "Second Hand Ladies" et de nouveau en 1986 sous le nom de Harley avec le single "We Can Only Dream". Il a également produit un single de The River Detectives, "Saturday Night Sunday Morning" en 1989 et leur album studio Elvis Has Left the Building en 1996. Rainbow a produit l'album de Wolfstone The Half Tail en 1996.

## Décès des suites du Parkinson
Chris Rainbow est décédé le 22 février 2015 des suites de la maladie de Parkinson.
Alan Parsons a publié sur son site officiel : "C'est avec une grande tristesse que j'ai appris aujourd'hui le décès de Chris Rainbow. Il était un talent incroyable et faisait partie intégrante du son de The Project. Eric et moi l'appelions le "One Man". Je me souviendrai toujours de ses histoires drôles, de sa capacité d'imitation et de ses slogans hilarants. Les séances avec lui étaient toujours remplies de rires. Il me manquera beaucoup."
Après la mort de Rainbow, Runrig a publié la déclaration suivante sur son site Internet : « Nous avons tous été choqués et attristés d'apprendre hier le décès de notre ami, collègue et ancien producteur de disques Chris Harley. Il a joué un rôle majeur dans l'histoire de Runrig, produisant les albums révolutionnaires dans les années 80 et au début des années 90. En sa qualité de producteur, il a joué un rôle déterminant dans la création du son du groupe. Chris était tenu dans une profonde affection par tous ceux associés à Runrig et son décès sera profondément ressenti. Il est décédé à son domicile sur l'île de Skye, après une longue maladie débilitante. Il laisse dans le deuil son épouse Ibby et son fils Lewis, et nos pensées et nos prières vont vers eux en ces moments difficiles."
Andy Latimer de Camel a déclaré : « Tellement triste d'apprendre le décès de Chris Rainbow. C'était un talent incroyable et un ami. RIP.»
En apprenant la mort de Chris Rainbow, Brian Wilson a posté sur son site officiel : "Je me sentais vraiment mal d'apprendre le décès de Chris Rainbow, il était trop jeune. Je me souviens qu'à la fin des années 1970, un ami jouait "Dear Brian" pour moi. J'en ai été touché et honoré. C'était un morceau magnifique. Je souhaite le meilleur à la famille et aux amis de Chris. Love & Mercy, Brian."

## Discographie

### Solo
- 1975 : Home Of The Brave
- 1978 : Looking Over My Shoulder
- 1979 : White Trails

### Hopestreet
Singles :
- 1972 : Iron Sky/Never Mind
- 1973 : Wait Until Tomorrow/Ladies (At The Bottom Of A Garden)

## Participations

### Blonde On Blonde
- 1978 : And How! - Chœurs

### The Alan Parsons Project
- 1979 : Eve - Chant sur (5, 8), chœurs sur (7)
- 1980 : The Turn of a Friendly Card - Sur (6, 7), chœurs  sur (6 Part 5)
- 1982 : Eye in the Sky - Sur (4)
- 1984 : Ammonia Avenue - Sur (4)
- 1985 : Vulture Culture - Sur (3)
- 1985 : Stereotomy - Sur (2)
- 1987 : Gaudi - Chœurs

### Max Middleton, Robert Ahwai
- 1979 : Another Sleeper - Chœurs

### Killdozer
- 1980 : Killdozer - Chœurs

### Jon Anderson
- 1980 : Song of Seven - Chœurs sur (2-4, 6, 8, 9)
- 1982 : Animation - Chœurs

### Elaine Paige
- 1981 : Elaine - Chœurs

### Camel
- 1982 : The Single Factor - Chant sur (10, 11), chœurs sur (1, 3, 8, 9)
- 1984 : Stationary Traveller - Chant sur (4, 10)
- 1984 : Pressure Points - Live In Concert - Chant, claviers

### Panarama
- 1982 : Can This Be Paradise - Chant et claviers

### Trevor Herion
- 1983 : Beauty Life - Chœurs

### Ton Scherpenzeel
- 1984 : Heart of the Universe - Chœurs

### Culture Club
- 1984 : Waking Up with the House on Fire - Chœurs

### Toyah Willcox
- 1987 : Desire - Chœurs

### Lenny Zakatek
- 1989 : Small But Hard - Chœurs

### Eric Woolfson
- 1990 : Freudiana - Chant sur (17), chœurs sur (4)

### Tomoyasu Hotei
- 1996 : King & Queen - Chœurs
- 2000 : Fetish - Chœurs